# Sorex neomexicanus
Sorex neomexicanus — вид роду мідиць (Sorex) родини мідицевих.

## Морфологія
Загальна довжина 103—121 міліметрів. Довжина хвоста 39—54 міліметрів. Вага від 6 до 8 грамів.

## Поширення
Країни проживання: Сполучені Штати Америки (Нью-Мексико). Findley et al. (1975) описали середовище проживання як хвойно-осиковий ліс в захищених каньйонах.

## Загрози та охорона
Невеликий ареал може зробити цей вид більш уразливим до локалізованих загроз, але ніяких серйозних загроз не було виявлено. Не відомо, чи живе в будь-якій з охоронних територій. 